# Karen Persyn
Karen Persyn (Rumst, 31 marzo 1983) è un'ex sciatrice alpina belga.

## Biografia
Originaria di Bassenge e attiva in gare FIS dal gennaio del 1999, la Persyn esordì in Coppa Europa il 21 febbraio 2001 a Ravascletto in slalom gigante, senza completare la prova, ai Campionati mondiali a Sankt Anton am Arlberg 2001, dove si classificò 35ª nello slalom speciale e non completò lo slalom gigante, e in Coppa del Mondo il 27 ottobre 2001 a Sölden in slalom gigante, senza completare la prova. Ai Mondiali di Sankt Moritz 2003 si classificò 43ª nello slalom gigante e 35ª nello slalom speciale; nella successiva rassegna iridata di Bormio/Santa Caterina Valfurva 2005 non completò lo slalom speciale, mentre in quella di Åre 2007 fu 29ª nella medesima specialità.
Il 5 novembre 2008 ottenne ad Amnéville in slalom indoor il suo unico podio in Coppa Europa (3ª) e l'11 gennaio 2009 colse a Maribor in slalom speciale il miglior piazzamento in Coppa del Mondo (16ª). Ai Mondiali di Val-d'Isère 2009 si classificò 21ª nello slalom speciale; l'anno dopo ai XXI Giochi olimpici invernali di Vancouver 2010, sua unica presenza olimpica, si piazzò 27ª nello slalom speciale, mentre ai Mondiali di Garmisch-Partenkirchen 2011 e di Schladming 2013 non completò lo slalom speciale. Ai Mondiali di Vail/Beaver Creek 2015, sua ultima presenza iridata, fu 31ª nello slalom speciale. Prese per l'ultima volta il via in Coppa del Mondo il 22 febbraio 2015 a Maribor in slalom speciale, senza completare la prova, e si ritirò all'inizio della stagione 2015-2016; la sua ultima gara fu uno slalom speciale FIS disputato il 2 agosto a Tiffindell, vinto dalla Persyn.

## Palmarès

### Coppa del Mondo
- Miglior piazzamento in classifica generale: 105ª nel 2009

### Coppa Europa
- Miglior piazzamento in classifica generale: 45ª nel 2009
- 1 podio:
  - 1 terzo posto

### Campionati belgi
- 16 medaglie:
  - 15 ori (slalom gigante nel 2001; slalom gigante, slalom speciale nel 2002; slalom gigante, slalom speciale nel 2003; slalom speciale nel 2004; slalom gigante, slalom speciale nel 2009; slalom gigante, slalom speciale nel 2010; slalom gigante, slalom speciale nel 2011; slalom speciale nel 2012; slalom speciale nel 2014; slalom speciale nel 2015)
  - 1 argento (supergigante nel 2009)